# Анакса
Анакса је у грчкој митологији било име више личности.

## Етимологија
Име Анакса означава краљицу.

## Митологија
- Према Аполодору, била је Алкејева кћерка. Њена мајка је била Астидамија, Лаонома или Хипонома. Анакса се удала за свог стрица Електриона и са њим имала кћерку Алкмену, али и синове Стратобата, Горгофона, Филонома, Келенеја, Амфимаха, Лисинома, Хиримаха, Анактора и Архелаја.[3]
- Према Плутарху, девојка из Трезена, коју је отео Тезеј.[3][4] Према наводима Роберта Гревса, Тезејеве љубавне догодовштине су толико намучиле Атињане, да су тек након неколико поколења од његове смрти успели да схвате његове праве вредности.[2]